# Stele Adana 1

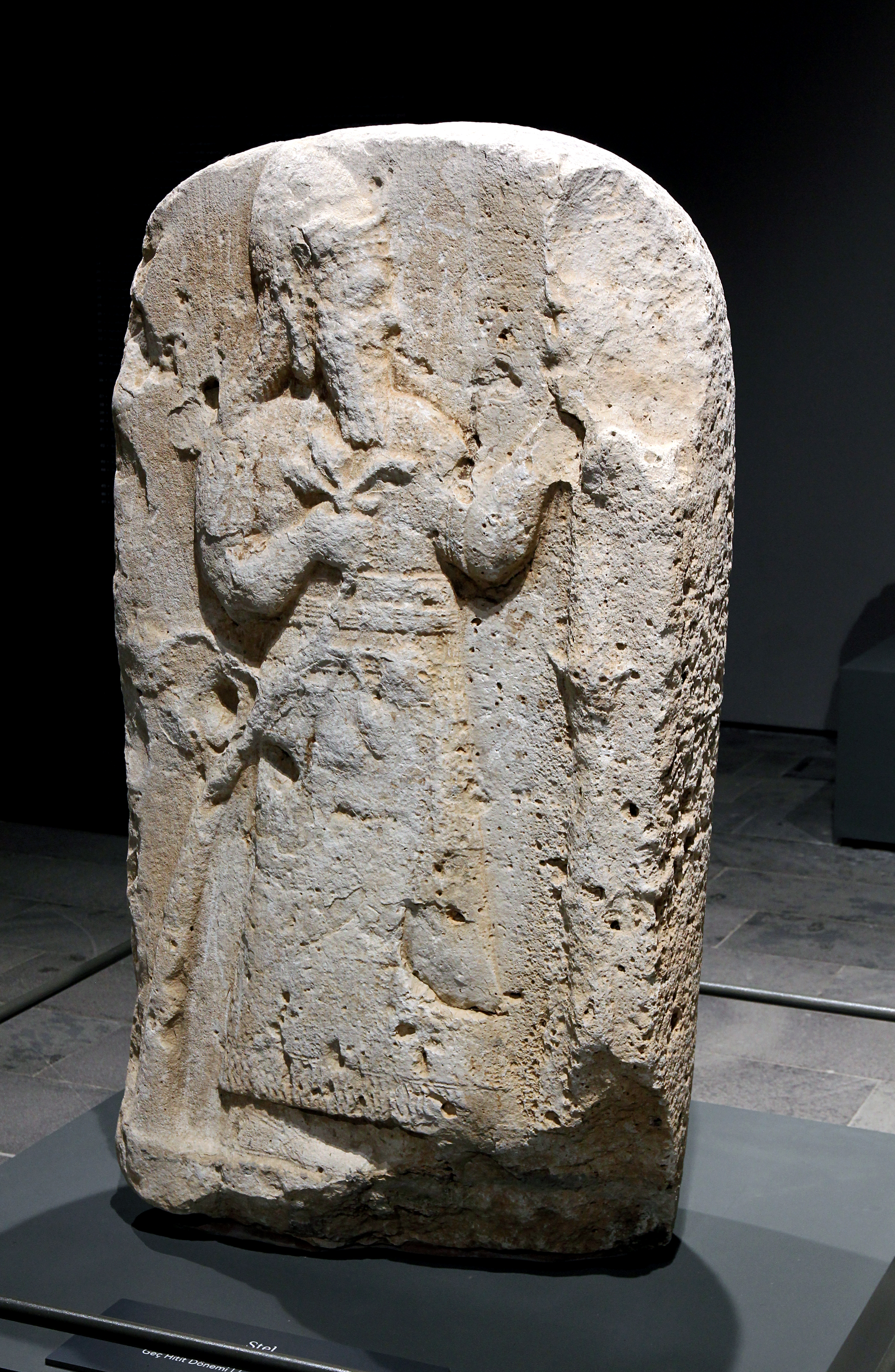
Adana 1

Die Stele Adana 1, auch als Stele des Atika bezeichnet, ist ein späthethitisches Monument aus Karkemiš in der Südosttürkei an der syrischen Grenze. Sie ist im Archäologischen Museum Adana ausgestellt und hat die Inventarnummer 18157.

## Erforschung
Die Stele stammt aus Karkemiš, der Hauptstadt des gleichnamigen späthethitischen Königreiches, und wurde am 28. Mai 2012 von dem Sammler Hakan Ağca dem Museum in Adana zur Ausstellung in dem geplanten Neubau überlassen. Sie wurde zunächst im Außenbereich des alten Museumsgebäudes ausgestellt. Dort entstand durch den britischen Hethitologen John David Hawkins, Rukiye Akdoğan von der Çukurova Üniversitesi in Adana und Museumsdirektor Kazım Tosun die bisher (2018) einzige Veröffentlichung des Werkes. Seit der Eröffnung des Neubaus im Mai 2017 ist die Stele dort zu sehen.

## Beschreibung
Die oben abgerundete Stele ist 1,22 Meter hoch und 0,70 Meter breit. Die Vorderseite zeigt das Relief eines Mannes, die gerundete Rückseite sowie die Seitenflächen tragen eine Inschrift in luwischen Hieroglyphen. An der vorderen Seite sind rechts oben und rechts unten Stücke weggebrochen. Während das Relief recht gut erhalten ist, sind besonders die Seitenteile der Inschrift stark verwittert, wodurch Anfänge und Enden der Zeilen schwer lesbar sind. 
Die Figur auf der Frontseite stellt den nach rechts gewandten Wettergott Tarhunza dar. Mit der rechten Hand hält er einen Weinstock, der links hinter seinen Füßen aus der Erde wächst. Die linke Hand hält einen Gerstenhalm, dessen Ähren mit einer Ecke des Steins verloren sind. Die Darstellung mit Wein und Getreide als Vegetationsspender erinnert an den gleichen Gott auf dem Felsrelief von İvriz. Der Kopf ist bärtig und hat einen Pferdeschwanz, der auf die Schultern herabhängt. Er trägt einen konischen Helm mit einem Horn als Zeichen der Göttlichkeit. Sein Gewand mit gefranstem Saum reicht bis zu den Knöcheln. Es hat kurze Ärmel und ist um die Hüfte gegürtet. Am rechten Fuß ist eine Sandale erkennbar, der linke Fuß fehlt. 
Die abgerundete Rückseite und die Seiten zeigen im oberen Teil eine Hieroglypheninschrift in vier Zeilen, die durch Linien getrennt sind. Sie ist, ebenso wie die Zeilentrenner, eingeschnitten, die Zeilenhöhe beträgt 14 Zentimeter. Der Text beginnt rechts oben und verläuft bustrophedon weiter, bis er rechts unten wieder endet. Der Ersteller stellt sich als Atika ungewöhnlicherweise doppelt vor, zunächst als Sohn des Landesherren Kamani, danach als geliebter Diener des Astiru, des Helden, des Landesherren der Stadt Karkemiš. Es folgt eine Widmung an Tarhunza, ein Opfer von hundert Schafen wird erwähnt. Der Text schließt mit der üblichen Fluchformel gegen denjenigen, der dem Gott, dem Schreiber oder der Inschrift Schaden zufügt. Eine Interpretation des Status des Atika ist mit den gegebenen Informationen schwierig. Nach den bekannten Daten für Kamani und Astiru (II.) kann er, und somit die Stele, jedoch ins 8. Jahrhundert v. Chr. datiert werden.

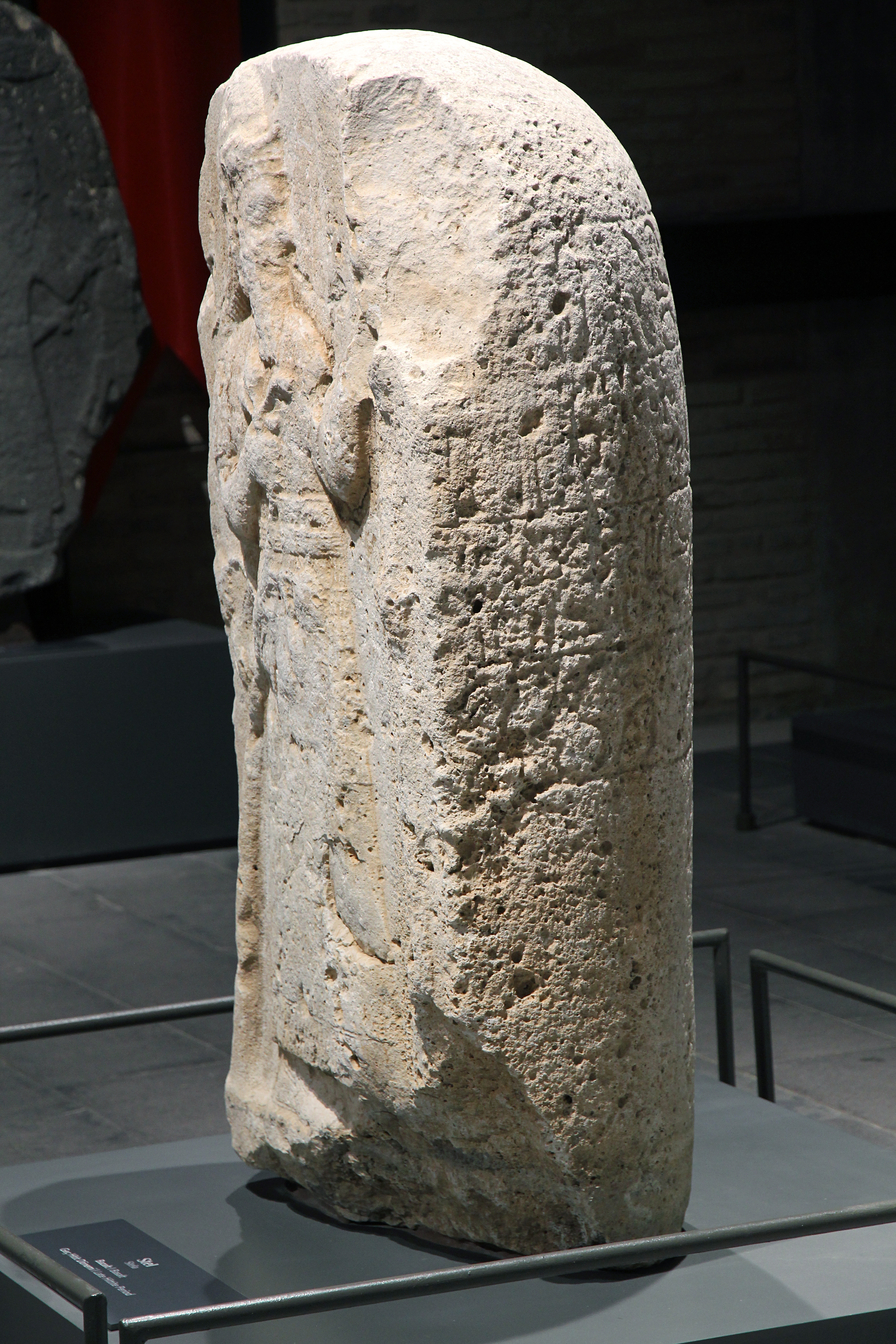
Rechte Seite
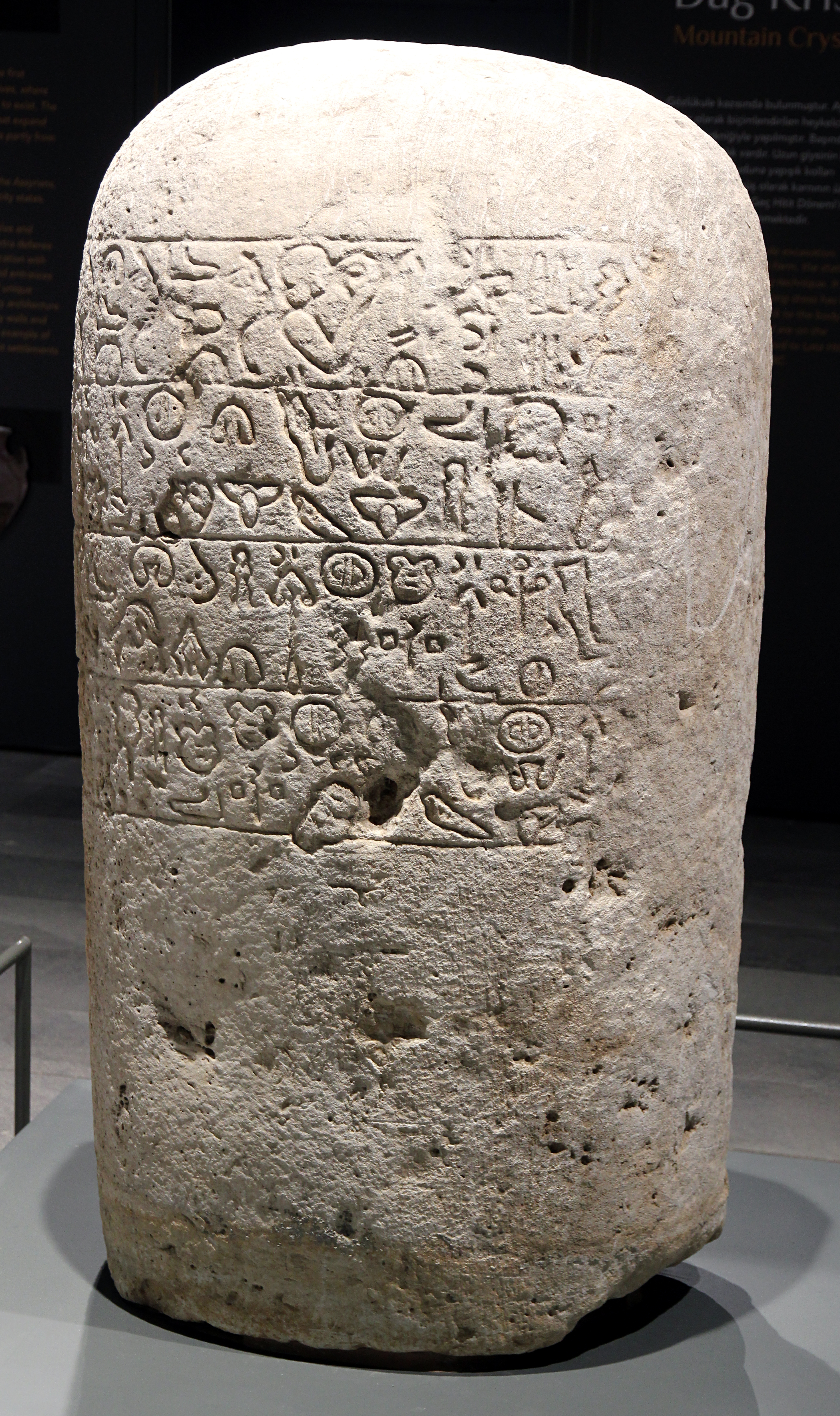
Rückseite